# Rhopalopsole amamiensis
Rhopalopsole amamiensis is een steenvlieg uit de familie naaldsteenvliegen (Leuctridae). De wetenschappelijke naam van de soort is voor het eerst geldig gepubliceerd in 1967 door Kawai.